# Бунино (Бунинское сельское поселение)
Бунино — село в Урицком районе Орловской области России. Административный центр  Бунинского сельского поселения в рамках организации местного самоуправления и административный центр Бунинского сельсовета в рамках административно-территориального устройства.

## География
Расположено в 19 км к северо-западу от райцентра, посёлка городского типа Нарышкино, и в 34 км к северо-западу от центра города Орёл.

## Население
| 2002 | 2010 |
| ---- | ---- |
| 408  | ↘388 |

Согласно результатам переписи 2002 года, в национальной структуре населения русские составляли 89 % от жителей.